# Kobestadion
Het Kobestadion (神戸市立中央球技場, Kōbe Shiritsu Chūō Kyūgijō) was een multifunctioneel stadion in Kobe, een stad in Japan. Het stadion werd geopend in 1970 en gesloten in 1998. Een jaar later werd het afgebroken zodat er op dezelfde plek een nieuw stadion gebouwd kon worden. Dat nieuwe stadion heet officieel Kobe City Misaki Park Stadion, maar is beter bekend onder de naam 'Noevir Stadium Kobe'.
Het stadion werd vooral gebruikt voor rugby- en voetbalwedstrijden, de voetbalclub Vissel Kobe maakte tussen 1995 en 1998 gebruik van dit stadion. Ook werden er zes groepenwedstrijden, een kwartfinale en een halve finale gespeeld op het Wereldkampioenschap voetbal onder 20 van 1979. In het stadion was plaats voor 13.000 toeschouwers.